# أليخاندرو فيرغسون
أليخاندرو فيرغسون (19 يوليو 1978 في الأرجنتين - ) (بالإسبانية: Alejandro Ferguson) هو لاعب كريكت أرجنتيني. شارك مع منتخب الأرجنتين الوطني للكريكت.

## وصلات خارجية
- أليخاندرو فيرغسون على موقع إي آس بي آن كريك إنفو (الإنجليزية)